# Patrologia Latina
Patrologia Latina, teljes nevén Patrologiae Cursus Completus, Series Latina (rövidítve PL), egy 1841 és 1855 között összeállított nagy terjedelmű, 221 kötetes gyűjtemény, amely latin nyelvű keresztény egyházi személyek írásait tartalmazza a 3. századtól kezdve a 13. századig. Összeállítója Jacques Paul Migne.

## A Patrologia Latina által tartalmazott szerzők
| Kötet  | Személy, mű | Egyéb                                                                                  |
| ------ | --- | -------------------------------------------------------------------------------------- |
| PL 1–2 | Tertullianus (160 k. – 225 k.) | Latin apologéta.                                                                       |
| PL 3   | Szent Perpétua és Szent Felicitász életrajza Minucius Felix (3. század) Kornél pápa (? – 253) Novatianus (? – 258) I. Luciusz pápa (? – 254) I. István pápa (? – 257) Karthagói Pontius (3. század)                                                       | – Latin apologéta.. Római püspök. Ellenpápa. Római püspök. Egyházi író.                |
| PL 4   | Thascius Caecilius Cyprianus (200 k. – 258) | Karthágói püspök.                                                                      |
| PL 5   | II. Szixtusz pápa (? – 258) Dénes pápa (? – 268) Alexandriai Dionüsziosz (190 k. – 264) I. Félix pápa (? – 274) Eutükhianosz pápa (? – 283) Kájusz pápa (? – 296) Commodianus (250 k.) Antonius Szent Viktor vértanú Magnetius Arnobius Afer (? – 330 k.) | Római püspök. Alexandriai püspök. Római püspök. Egyházi író. ? Latin keresztény költő. |
| PL 6–7 | Lactantius (250 k. – 325 k.) | Latin apologéta.                                                                       |

| Kötet    | Személy, mű | Egyéb |
| -------- | --- | --- |
| PL 8     | Nagy Konstantin (272? – 337) I. Szilveszter pápa (? – 335) Márk pápa (? – 336) I. Gyula pápa (? – 352) Pettaui Szent Viktor (? – 303?) Szent Hosius (257 – 359) Libériusz pápa (? – 366) Potamius (4. század) | Római császár. Római püspök. Pettaui püspök. Córdobai püspök. Római püspök. Lisszaboni püspök.                                                    |
| PL 9–10  | Poitiers-i Szent Hilár (315 k. – 367) | Poitiers-i püspök. |
| PL 11    | Veronai Zénón (300 k. – 371) Optatus (? – 397 e.) | Veronai püspök. Milevei püspök. |
| PL 12    | Vercelli Szent Eusebius (283 – 371) Julius Firmicus Maternus (4. század) Szent Philastrius (? – 397) | Vercelli püspök. Latin csillagász. Bresciai püspök.                                                                                               |
| PL 13    | II. Félix (ellenpápa) (? – 365) Faustinus és Marcellinus I. Damáz pápa (306 – 384) Latinus Pacatus Drepanius (4. század) I. Theodosius (347 – 395) Tridenti Szent Vigilius (355 k. – 405) Furius Dionysius Filocalus (354 k.) Polemius Silvius (448 k.) Caralisi Szent Lucifer (? – 371) Szent Pacianus (310 k. – 391) Julius Hilarianus (4. század) Sziriciusz pápa (334 – 399) | Ellenpápa. ? Római püspök. Római szónok. Római császár. Tridenti püspök. Római naptárkészítő. Caralisi püspök. Barcelonai püspök. ? Római püspök. |
| PL 14–17 | Szent Ambrus (339 – 397) | Milánói püspök. |
| PL 18    | Tours-i Szent Márton (316 – 397) Tichonius Afer (390 k.) Hilarius Diaconus Novatus Symmachus (345 – 402) Maximus Grammaticus Claudius Mamertinus (362 k.) Publius Victor Wulfila (311 – 383) | Tours-i püspök. Donatista püspök. ? Római szenátor. ? Római konzul. ? A gótok püspöke.                                                            |
| PL 19    | Juvencus (4. század) Optatus (4. század) Coelus Sedulius (5. század) Severus Sanctus Endelechius (Severus rétor, 4. század Faltonia Proba (? – 353?) Decimus Magnus Ausonius (310 k. – 395 k.) | Latin költő. Egyházi író. Latin költőnő. Latin költő.                                                                                             |

| Kötet    | Személy, mű | Egyéb |
| -------- | --- | --- |
| PL 20    | Szent Phoebadius (4. század) I. Anasztáz (? – 401) Milevei Faustus (4. század) Sulpicius Severus (363 k. – 425 k.) Secundius (5. század) Aquileai Chromatius (? – 407) Szent Vitricius (330 k. – 407) Szent Pammachius (350 k. – 409) Szent Oceanus (5. század) I. Ince pápa (? – 417) Zószimosz pápa (? – 418) Milánói Paulinus (5. század) Minorcai Severus (5. század) I. Bonifác pápa (? – 422) Bresciai Szent Gaudentius (? – 410) Aurelius (? – 430) Bachiarius (5. század) Zaccheus keresztény (5. század) Evagriosz Pontikosz (345 – 399) | Egyházi író. Aqulieiai püspök. Roueni püspök. Római szenátor. Egyházi író. Római püspök. Latin egyházi író. Római püspök. Latin egyházi író. Minorcai püspök. Római püspök. Bresciai püspök. Karthágói püspök. Egyházi író. |
| PL 21    | Tyrannius Rufinus (345? – 410) Pelagius (354 k. – 418?) | Latin történetíró. Latin egyházi író. |
| PL 22–30 | Szent Jeromos (347 – 420) | Dalmáciai teológus. |
| PL 31    | Flavius Lucius Dexter (4. század) Orosius (375 k. – 418 u.) Leporius presbiter (5. század) Evodius (5. század) | Latin történetíró. Hispániai történetíró. Egyházi író. |
| PL 32–47 | Hippói Szent Ágoston (354 – 430) | Hippói püspök. |
| PL 48    | Marius Mercator (390 k. – 451 u.) | Latin egyházi író. |
| PL 49    | Johannes Cassianus (360 k. – 435 k.) | Görög szerzetes, teológus. – |
| PL 50    | Johannes Cassianus (folyt.) Vigilius diakónus Fastidius (5. század) Szent Possidius (370 k. – 437 k.) I. Celesztin pápa (? – 432) Antoninus Honoratus (5. század) III. Szixtusz pápa (? – 440) Lerini Szent Vince (? – 445 k.) Lyoni Szent Eucherius (370 k. – 449) Hilarius Arelatensis (401 – 449) Paschasinus (440 k.) Annaeus Sylvius (5. század) Szent Turibius (530 körül) | Görög szerzetes, teológus. Egyházi író. Kalamai püspök. Római püspök. Egyházi író. Római püspök. Egyházi író. Lyoni püspök. Arles-i püspök. Lilybaeumi püspök. Püspök. Hispániai szerzetes.                                 |
| PL 51    | Aquitániai Szent Prosper (390 k. – 455 k.) Idacius (400 k. – 469) Marcellinus comes (5. század) | Latin egyházi író. Püspök, történetíró. Történetíró. |
| PL 52    | Aranyszavú Szent Péter (400 k. – 450 k.) Szent Valerius (5. század) Remesianai Szent Niketasz (335 k. – 414) | Ravennai püspök. Egyházi író. Remesianai püspök. |
| PL 53    | Salvianus (405 k. – 451 k.) Ifjabb Arnobius (5. század) névtelen Claudianus Mamertus (? – 473 k.) Szent Patrik (387 k. – 461?) Karthágói Capreolus (? – 435 k.) Uranius presbiter (5. század) Eustathius (5. század) Polemeus Silvius (5. század) Szent Salonius (400 k. – 450 k.) Philippus presbiter (5. század) Leo Bituricensis (5. század) | Latin egyházi író. Galliai püspök. – Latin teológus. Írország apostola. Karthágói püspök. ? Római naptárkészítő. Genfi püspök. ? Püspök.                                                                                    |
| PL 54–56 | I. Leó pápa (390 k. – 461) | Római püspök. |
| PL 57    | Torinoi Szent Maximosz (? – 420 k.) | Torinói püspök. |
| PL 58    | Hilár pápa (? – 468) Szimpliciusz pápa (? – 483) Troyes-i Szent Lupus (383 – 478) Tours-i Szent Euphronius (? – 573) Ruricius (440 k. – 510 k.) Victor Vitensis (430 k. – 484 k.) Sidonius Apollinaris (430 k. – 489) Szent Perpetuus (? – 490) Cerealis (5. század) Karthágói Szent Jenő (? – 505) Riez-i Szent Faustus (410 k. – 493 k.) III. Félix pápa (? – 492) Massiliai Gennadius (? – 496 k.) | Római püspök. Troyes-i püspök. Tours-i püspök. Limoges-i püspök. Byzacena-i püspök. Auvergne-i püspök, költő. Tours-i püspök. ? Karthágói püspök. Riez-i püspök. Római püspök. Római történetíró.                           |
| PL 59    | I. Geláz pápa (410 k. – 496) Alcimus Ecdicius Avitus (460 k. – 518) Johannes diakónus Bresciai Szent Faustinus (? – 381) Julianus Pomerius (5. század) egyéb névtelen írók | Római püspök. Viennei püspök. Egyházi író. Bresciai püspök. Galliai pap. – |
| PL 60    | Prudentius (348 k. – 405 k.) Dracontius (455 k. – 505 k.) | Latin egyházi költő. |
| PL 61    | Nolai Szent Paulinus (353 – 431) Claudius Marius Victor (5. század) Merobaudes (5. század) Orientius (5. század) Auspicius (? – 490 k.) Petricordiai Paulinus Ammoniosz Szent Secundinus (? – 447) Latinus Pacatus Drepanius (4. század) | Nolai püspök. Ókeresztény költő. Auchi püspök. Touli püspök. Egyházi író. Armagh-i püspök. Latin költő. |
| PL 62    | Paschasius Diaconus (?) Szümmakhosz pápa (? – 514) Petrus Diaconus (?) Virgilius Tapsensis (?) Flavius Rusticus Helpidius (5. század) Eugippius (465 k. – 533 u.) | Latin egyházi író. Római püspök. Latin egyházi író. Latin költő. Latin szerzetes. |

| Kötet    | Személy, mű | Egyéb                                                                                             |
| -------- | --- | ------------------------------------------------------------------------------------------------- |
| PL 63    | Ennodius (473 – 521) Hormiszdasz pápa (? – 523) Trifolius presbyter (6. század) Elpis (?) Boethius (480 k. – 524)                                                                                                   | Arles-i püspök. Római püspök. Keresztény teológus. ? Latin filozófus.                             |
| PL 64    | Boëthius (folyt.) |                                                                                                   |
| PL 65    | Ruspei Szent Fulgentius (467 – 533) IV. Félix pápa (? – 530) II. Bonifác pápa (? – 532) egyéb kisebb írók | Ruspei püspök. Római püspök. –                                                                    |
| PL 66    | Nursiai Szent Benedek (480 k. – 543) egyéb kisebb írók | Latin szerzetes, rendalapító. –                                                                   |
| PL 67    | Dionysius Exiguus (475 k. – 544 k.) Viventiolus (460 k. – 524) Saintes-i Trojanus (? – 532) Pontianus Africae (6. század) Arles-i Szent Caesarius (471 k. – 542) Fulgentius Ferrandus (6. század) egyéb kisebb írók | Szkíta egyházi író. Lyoni püspök. Saintes-i püspök. Egyházi író. Arles-i érsek. Latin teológus. – |
| PL 68    | Primasius (? – 553 k.) Arator (6. század) Nicetius (513 k. – 566 k.) Arles-i Szent Aurelianus (523 – 551) egyéb kisebb írók                                                                                         | Hadrumetumi püspök. Latin egyházi költő. Trieri püspök. Arles-i püspök. –                         |
| PL 69–70 | Cassiodorus (487 – 583) egyéb kisebb írók | Latin államférfi, tudós. –                                                                        |
| PL 71    | Tours-i Szent Gergely (538 – 594) | Tours-i püspök.                                                                                   |
| PL 72    | II. Pelágiusz pápa (? – 590) II. János pápa (? – 535) I. Benedek pápa (? – 579) egyéb kisebb írók | Római püspök. –                                                                                   |
| PL 73–74 | Vitae Patrum (mű) | –                                                                                                 |
| PL 75–79 | I. Gergely pápa (540 k. – 604) | Római püspök.                                                                                     |

| Kötet    | Személy, mű                                                                             | Egyéb                          |
| -------- | --------------------------------------------------------------------------------------- | ------------------------------ |
| PL 80    | A 6–7. század kisebb írói                                                               | –                              |
| PL 81–84 | Sevillai Szent Izidor (556 – 636)                                                       | Sevillai püspök.               |
| PL 85–86 | Liturgia Mozarabica (mű)                                                                | –                              |
| PL 87    | A 7. század kisebb írói                                                                 | –                              |
| PL 88    | Venantius Fortunatus (530 k. – 607?) Cresconius Africanus (7. század) egyéb kisebb írók | Latin költő. Latin jogtudós. – |

| Kötet      | Személy, mű | Egyéb                                               |
| ---------- | --- | --------------------------------------------------- |
| PL 89      | I. Szergiusz pápa (? – 701) VI. János pápa (? – 705) Ravennai Félix (? – 724) Szent Bonifác (672 – 754) egyéb kisebb írók | Római püspök. Ravennai püspök. Germánia apostola. – |
| PL 90–94   | Beda Venerabilis (672 – 735)                                                                                              | Angolszász történetíró.                             |
| PL 95      | Beda Venerabilis (folyt.) Paulus diakónus (725 k. – 799)                                                                  | Angolszász történetíró. Longobárd történetíró.      |
| PL 96      | Szent Ildefonz (607 k. – 667) Toledoi Julianus (642 – 690) II. Leó pápa (611 – 683) egyéb kisebb írók                     | Toledoi püspök. Római püspök. –                     |
| PL 97–98   | Nagy Károly (742? – 814)                                                                                                  | Frank császár.                                      |
| PL 99      | Aquileai II. Paulinus (726 – 802) Tarzoszi Szent Teodór (602 – 690) egyéb kisebb írók                                     | Aquileai pátriárka. Canterburyi érsek. –            |
| PL 100–101 | Alcuin (735 k. – 804) | Angolszász teológus.                                |

| Kötet      | Személy, mű | Egyéb                                                                                           |
| ---------- | --- | ----------------------------------------------------------------------------------------------- |
| PL 102     | Smaragdus (760 k. – 840 k.) egyéb kisebb írók | Frank szerzetes. –                                                                              |
| PL 103     | Sedulius Scottus (? – 858) Anianei Szent Benedek (747 – 821) Szent Ardo Smaragdus (? – 843)                                                                                          | Ír nyelvtudós. Frank bencés szerzetes. Frank hagiográfus.                                       |
| PL 104     | Agobard (769 – 840) Einhard (775 k. – 840) Torinoi Claudius (? – 827) Jámbor Lajos (778 – 840)                                                                                       | Lyoni érsek. Frank történetíró. Torinói püspök. Frank császár.                                  |
| PL 105     | Orléans-i Theodulf (755 k. – 820) Fuldai Eigil (750 k. – 822) Bobbioi Dungal (? – 828) Ermoldus Nigellus (790 k. – 838 u.) Metzi Amalarius (780 k. – 850 k.) egyéb kisebb írók       | Orléans-i püspök. Fuldai apát. Ír csillagász, költő. Frank költő. Frank egyházi író. –          |
| PL 106     | IV. Gergely pápa (? – 844) II. Szergiusz pápa (785 k. – 847) Orléans-i Jónás (760 k. – 843) Lisieux-i Freculf (? – 852) Toul-i Frothar (? – 847) egyéb kisebb írók                   | Római püspök. Orléans-i püspök. Lisieux-i püspök. Toul-i püspök. –                              |
| PL 107–112 | Hrabanus Maurus (776? – 856) | Mainzi püspök.                                                                                  |
| PL 113–114 | Walafridus Strabo (808? – 849) | Frank teológus.                                                                                 |
| PL 115     | IV. Leó pápa (? – 855) III. Benedek pápa (? – 858) Córdobai Eulogius (? – 859) Speraindeo (? – 853) Troyes-i Prudentius (? – 861) Luxeuil-i Angelomus (? – 895 k.) egyéb kisebb írók | Római püspök. Hispániai vértanú. Hispániai apát. Troyes-i püspök. Frank bencés szerzetes. –     |
| PL 116     | Halberstadt-i Haimo (780 k. – 853) egyéb kisebb írók | Halberstadt-i püspök. –                                                                         |
| PL 117–118 | Halberstadt-i Haimo (folyt.) | Halberstadt-i püspök.                                                                           |
| PL 118     | kisebb írók | –                                                                                               |
| PL 119     | I. Miklós pápa (819? – 867) Lyoni Florus (? – 860 k.) Servatus Lupus (805 k. – 862 k.) egyéb kisebb írók                                                                             | Római püspök. Lyon-i diakónus. Ferrières-i apát. –                                              |
| PL 120     | Paschasius Radbertus (785 k.– 865?) | Corbie-i apát.                                                                                  |
| PL 121     | Ratramnus (? – 868 k.) Párizsi Aeneas (? – 870) Lyon-i Remigius (? – 875) Prümi Wandelbert (813 k. – 870 k.) Paulus Alvarus (800 k. – 861) egyéb kisebb írók                         | Corbie-i szerzetes. Párizsi püspök. Lyon-i érsek. Bencés teológus. Hispániai költő, teológus. – |
| PL 122     | Johannes Scotus Erigena (810 k. – 877) II. Adorján pápa (792 – 872) | Ír teológus, filozófus. Római püspök.                                                           |
| PL 123     | Vienne-i Ado (? – 874) Usuard (? – 877) | Vienne-i érsek. Frank szerzetes, vértanú.                                                       |
| PL 124     | Usuard (folyt.) Kopasz Károly (823 – 877) egyéb kisebb írók | Frank szerzetes, vértanú. Nyugati frank király. –                                               |
| PL 125     | Hinkmar (806 k. – 882) | Reims-i érsek.                                                                                  |
| PL 126     | kisebb írók | –                                                                                               |
| PL 127–129 | Anastasius Bibliotecarius (800 k. – 879) | Pápai könyv- és levéltáros.                                                                     |
| PL 129     | kisebb írók | –                                                                                               |
| PL 130     | kisebb írók | –                                                                                               |
| PL 131     | Auxerre-i Remigius (841 k. – 908 e.) Notker Balbulus (840 k. – 912) egyéb kisebb írók                                                                                                | Frank nyelvtudós, teológus. Bencés történetíró, zenetudós, költő. –                             |
| PL 132     | Prümi Regino (842 – 915) Hucbaldus (840 k. – 930) egyéb kisebb írók | Prümi apát. Frank zenetudós. –                                                                  |

| Kötet  | Személy, mű | Egyéb                                                                                 |
| ------ | --- | ------------------------------------------------------------------------------------- |
| PL 133 | Cluny-i Szent Odó (878 – 942) egyéb kisebb írók | cluny-i apát –                                                                        |
| PL 134 | Vercelli-i Atto (885 – 961) egyéb kisebb írók | vercelli apát –                                                                       |
| PL 135 | Flodoard (894 – 966) XIII. János pápa (? – 972) egyéb kisebb írók | frank történetíró római püspök –                                                      |
| PL 136 | Ratherius (887-890 – 974) Liudprand (922 – 972) egyéb kisebb írók | veronai püspök cremonai püspök, történetíró –                                         |
| PL 137 | Hrotsvitha (935 k. – 1002 k.) Corveyi Widukind (925 k. – 973 u.) Szent Dunstan (909 – 988) Adso Dervensis (920 k. – 992) Joannes S. Arnulfi Metensis (10. század) egyéb kisebb írók | német költőnő német történetíró canterburyi érsek montier-en-der-i apát egyházi író – |
| PL 138 | Richerus (940 k. – 998 k.) | francia történetíró                                                                   |
| PL 139 | II. Szilveszter pápa (938 – 1003) Aimoin (960 k. – 1010 k.) Fleuryi Szent Abbo (945 k. – 1004) Merseburgi Thietmar (975 – 1018) egyéb kisebb írók                                   | római püspök francia történetíró fleury-i apát német történetíró –                    |

| Kötet      | Személy, mű | Egyéb |
| ---------- | --- | --- |
| PL 140     | Worms-i Burchard (950 k. – 1025) Szent Henrik (973 – 1024) Utrechti Adalbold (? – 1026) Thangmar (? – 1022) egyéb kisebb írók                                                                                   | Worms-i püspök, jogtudós. Német-római császár. Utrechti püspök. Német történetíró. –                                              |
| PL 141     | Chartres-i Fulbert (952 k. – 1028) Arezzói Guidó (991 k. – 1050 k.) XIX. János pápa (975 k. – 1032) egyéb kisebb írók                                                                                           | Chartres-i püspök. Itáliai zenetudós. Római püspök. –                                                                             |
| PL 142     | Würzburgi Brunó (1005 k. – 1045) Clunyi Szent Odilo (962 – 1049) Reichenaui Berno (978? – 1048) egyéb kisebb írók                                                                                               | Würzburgi püspök. Cluny-i apát. Reichenaui apát. –                                                                                |
| PL 143     | Hermannus Contractus (1013 – 1054) Silva Candidai Humbert (1015 k. – 1061) IX. Leó pápa (1002 – 1054) egyéb kisebb írók                                                                                         | Német zenetudós, matematikus, csillagász. Francia apát, kardinális. Római püspök. –                                               |
| PL 144–145 | Damiani Szent Péter (1007 – 1072) | Olasz szerzetes, teológus. |
| PL 146     | Sankt Emmerami Otloh (1010 k. – 1072) Brémai Ádám (? – 1081?) Gundekar (1019 – 1075) Hersfeldi Lambert (1024 k. – 1088 k.) Maillezais-i Péter (11. század) egyéb kisebb írók                                    | Bencés szerzetes, hagiográfus. Német egyháztörténész. Eichstätti püspök. Német történetíró. Francia történetíró. –                |
| PL 147     | Avranches-i János (? – 1079) Konstanzi Bertold (1054 – 1100) Querfurti Brúnó (974 – 1009) Marianus Scotus (1028 – 1082) Milánói Landulf (1050 k. – 1110 k.) Salernoi Alfanus (1015 k. – 1085) egyéb kisebb írók | Rouen-i érsek. Német történetíró. Német misszionárius, vértanú. Ír szerzetes, történetíró. Itáliai történetíró. Salernoi érsek. – |
| PL 148     | VII. Gergely pápa (1020 k. – 1085) | Római püspök. |
| PL 149     | III. Viktor pápa (1026? – 1087) Luccai Anselm (1036 – 1086) Guillaume de Jumièges (1000 k. – 1070 k.) egyéb kisebb írók                                                                                         | Római püspök. Luccai püspök. Normann történetíró. –                                                                               |
| PL 150     | A 11. század kisebb írói | – |
| PL 151     | II. Orbán pápa (1042 – 1099) | Római püspök. |
| PL 152     | Karthauzi Szent Brúnó (1032? – 1101) | Német rendalapító. |
| PL 153     | Kölni Szent Brúnó (folyt.) egyéb kisebb írók | Német rendalapító. – |
| PL 154     | Flavigny-i Hugó (1064 – 1111 u.) Brauweileri Wolfhelm (1020 k. – 1091) Aurai Ekkehard (? – 1126) 2 névtelen író                                                                                                 | Flavigny-i püspök. Brauweileri apát. Aurai apát. –                                                                                |

| Kötet      | Személy, mű | Egyéb                                                                               |
| ---------- | --- | ----------------------------------------------------------------------------------- |
| PL 155     | Bouillon Gottfried (1060 – 1100) Radulfus Ardens (? – 1200 k.) Lupus Protospatharius (12. század) egyéb kisebb írók                                                                 | Keresztes lovag. Francia filozófus. Itáliai történetíró. –                          |
| PL 156     | Nogent-i Guibert (1055 k. – 1124) | Bencés történetíró.                                                                 |
| PL 157     | Vendôme-i Gottfried (1065 k. – 1132) Echternachi Theofried (? – 1110) Petrus Alphonsi (1076 k. – 1140 k.) egyéb kisebb írók                                                         | Bencés egyházi író. Echternachi apát. Spanyol fizikus, csillagász. –                |
| PL 158–159 | Canterburyi Szent Anzelm (1033 – 1109) | Itáliai teológus, filozófus.                                                        |
| PL 160     | Sigebert de Gembloux (1030 k. – 1112) egyéb kisebb írók | Francia történetíró. –                                                              |
| PL 161     | Chartres-i Szent Ivo (1040 k. – 1115) | Chartres-i püspök.                                                                  |
| PL 162     | Chartres-i Szent Ivo (folyt.) Grosolanus (? – 1117) Laoni Anzelm (1050 k. – 1117) egyéb kisebb írók                                                                                 | Milánói érsek. Francia teológus. –                                                  |
| PL 163     | II. Paszkál pápa (1050 k. – 1118) II. Geláz pápa (1064 k. – 1119) II. Kallixtusz pápa (1050 k. – 1124) egyéb kisebb írók                                                            | Római püspök. –                                                                     |
| PL 164     | Segni Szent Brúnó (1047 – 1123) | Segni-i püspök.                                                                     |
| PL 165     | Segni Szent Brúnó (folyt.) Segni-i Odo (12. század) egyéb kisebb írók | Segni-i püspök. Egyházi író. –                                                      |
| PL 166     | Dol-i Badrich (1045 k. – 1130) II. Honoriusz pápa (? – 1130) Prágai Kozmasz (1045 k. – 1125) egyéb kisebb írók                                                                      | Dol-i (Bretagne) püspök. Római püspök. Cseh történetíró. –                          |
| PL 167–170 | Deutz-i Rupert (1075 k. – 1129) | Francia bencés teológus.                                                            |
| PL 170     | Deutz-i Rupert (folyt.) egyéb kisebb írók | Francia bencés teológus. –                                                          |
| PL 171     | Lavardini Hildebert (1056 – 1133) Rennes-i Marbodius (1035 k. – 1123) | Le Mans-i püspök. Rennes-i püspök.                                                  |
| PL 172     | Autun-i Honorius (1080 – 1154) egyéb kisebb írók | Francia teológus. –                                                                 |
| PL 173     | Ostiai Leó (1046 – 1115) Petrus Diaconus (1107 k. – 1159 u.) St. Trond-i Rudolf (1070 k. – 1138) egyéb kisebb írók                                                                  | Itália történetíró. Itáliai történetíró. Francia történetíró. –                     |
| PL 174     | Admonti Gottfried (? – 1165) egyéb kisebb írók | Admonti apát. –                                                                     |
| PL 175–177 | Hugo de Sancto Victore (1096 – 1141) | Német teológus.                                                                     |
| PL 178     | Pierre Abélard (1079 – 1142) Hilarius és Beregarius | Francia teológus, filozófus. Abelard tanítványai.                                   |
| PL 179     | Malmesburyi Vilmos (1095 k. – 1143 k.) egyéb kisebb írók | Angol történetíró. –                                                                |
| PL 180     | III. Jenő pápa (1100 – 1153) Saint-Thierryi Vilmos (1085 k. – 1148) egyéb kisebb írók                                                                                               | Római püspök. Francia teológus. –                                                   |
| PL 181     | Bourg-Dieu-i Hervé (1080 k. – 1150 k.) egyéb kisebb írók | Francia bencés exegéta. –                                                           |
| PL 182–185 | Clairvaux-i Szent Bernát (1090 – 1153) | Francia cisztercita egyházi író.                                                    |
| PL 186     | Suger apát (1081 – 1151) Robert Pullus (1080 k. – 1147 k.) Zacharias Chrysopolitanus (? – 1155 k.) egyéb kisebb írók                                                                | Francia bencés építész. Angol teológus, filozófus. Francia Bibliatudós. –           |
| PL 187     | Gratianus (1075 k. – 1147 k.) | Olasz kánonjogász.                                                                  |
| PL 188     | Orderic Vitalis (1075 k. – 1142 k.) IV. Anasztáz pápa (1073 – 1154) IV. Adorján pápa (1100 k. – 1159) egyéb kisebb írók                                                             | Angol történetíró. Római püspök. –                                                  |
| PL 189     | Petrus Venerabilis (1092 – 1156) egyéb kisebb írók | Cluny-i apát. –                                                                     |
| PL 190     | Becket Tamás (1117 – 1170) Gilbert Foliot (1110 k. – 1187) Boshami Herbert (? – 1186) Thewkesbury-i Alanus (1180 körül)                                                             | Canterburyi apát. Londoni püspök. Angol történetíró. Angol apát.                    |
| PL 191     | Petrus Lombardus (1096 – 1164) | Párizsi püspök, teológus.                                                           |
| PL 192     | Petrus Lombardus (folyt.) egyéb kisebb írók | Párizsi püspök, teológus. –                                                         |
| PL 193     | St. Victori-i Valter (? – 1180 k.) Reichersbergi Gerhoh (1093 – 1169) | Francia teológus, filozófus. Német teológus.                                        |
| PL 194     | Reichersbergi Gerhoh (folyt.) Poitiers-i Hugó (? – 1067) Stellai Izsák (1105 k. – 1178 k.) Clairvaux-i Alcher (? – 1180) egyéb kisebb írók                                          | Francia történetíró. Angol teológus, filozófus. Francia cisztercita, egyházi író. – |
| PL 195     | Schönaui Eckebert (? – 1184) Schönaui Szent Erzsébet (1129 – 1165) Rieveaulx-i Szent Aelred (1110 – 1167) Kölni Wolbero (? – 1167) egyéb kisebb írók                                | Schönaui apát. Német apáca. Rievaulx-i apát. Kölni apát. –                          |
| PL 196     | Richard de Santo Victore (1110 k. – 1173) egyéb kisebb írók | Francia teológus. –                                                                 |
| PL 197     | Bingeni Szent Hildegárd (1098 – 1179) | Német misztikus.                                                                    |
| PL 198     | Dryburgh-i Ádám (1140 k. – 1212 k.) Viterboi Gottfried (1120 k. – 1196 k.) Petrus Comestor (1110 k. – 1179)                                                                         | Dryburghi apát. Itáliai történetíró. Francia teológus.                              |
| PL 199     | Salisburyi János (1115 k. – 1180) egyéb kisebb írók | Angol teológus. –                                                                   |
| PL 200     | III. Sándor pápa (1105 k. – 1181) | Római püspök.                                                                       |
| PL 201     | Lisieux-i Arnulf (1104? – 1184) Türoszi Vilmos (1130 k. – 1186) egyéb kisebb írók                                                                                                   | Lisieux-i püspök. Francia történetíró. –                                            |
| PL 202     | Petrus Cellensis (1115 k. – 1183) III. Orbán pápa (1120 k. – 1187) VIII. Gergely pápa (1108 – 1187) Hugo Etherianis (1115 – 1182) Gilbert Foliot (1110 k. – 1187) egyéb kisebb írók | Chartres-i püspök. Római püspök. Francia teológus. Londoni püspök. –                |
| PL 203     | Harvengi Fülöp (? – 1183) | Francia teológus.                                                                   |
| PL 204     | Reinerus S. Laurentii Leodiensis (? – 1188) III. Kelemen pápa (1130 – 1191) egyéb kisebb írók                                                                                       | Francia teológus. Római püspök. –                                                   |
| PL 205     | Peter Cantor (? – 1197) egyéb kisebb írók | Francia teológus. –                                                                 |
| PL 206     | Perseigne-i Tamás (? – 1190 k.) Joannes Algrinus (1180 k. – 1237) III. Celesztin pápa (1106 – 1198)                                                                                 | Francia teológus. Francia filozófus. Római püspök.                                  |
| PL 207     | Petrus Blesensis (1130 k. – 1211 k.) | Francia teológus.                                                                   |
| PL 208     | Leóni Márton (1130 k. – 1203) | Spanyol kánonjogász.                                                                |
| PL 209     | Leóni Márton (folyt.) Æbelholti Vilmos (1125 k. – 1203) Châtilloni Valter (1135 – 1201) egyéb kisebb írók                                                                           | Francia egyházi ember. Francia teológus. –                                          |
| PL 210     | Lille-i Alanus (1128 – 1202) | Francia teológus.                                                                   |
| PL 211     | Tournai-i István (1128 – 1203) Poitiers-i Péter (1130 k. – 1206 k.) Perseigne-i Ádám (1145 k. – 1221) egyéb kisebb írók                                                             | Tournai-i püspök. Francia teológus. Perseigne-i apát. –                             |
| PL 212     | Hélinand de Froidmont (1150 k. – 1230 k.) Pairis-i Gunther (1150 k. – 1220 k.) Sully-i Odó (? – 1208) egyéb kisebb írók                                                             | Francia történetíró, költő. Francia történetíró. Párizsi püspök. –                  |
| PL 213     | Cremonai Sicard (1155 – 1215) Petrus Sarnensis (1182 k. – 1218 u.) névtelen író | Itáliai történetíró. Francia történetíró.                                           |
| PL 214–217 | III. Ince pápa (1160 – 1216) | Római püspök.                                                                       |
| PL 218–221 | Index |                                                                                     |

## Külső hivatkozás
- Patrologia Latina (html) vol. 1-221; ed. 1844-1855, 1862-1865; Jacques Paul Migne
- http://patristica.net/latina/

## Fordítás
- Ez a szócikk részben vagy egészben  a   Patrologia Latina című angol Wikipédia-szócikk fordításán alapul.  Az eredeti cikk szerkesztőit annak laptörténete sorolja fel. Ez a jelzés csupán a megfogalmazás eredetét és a szerzői jogokat jelzi, nem szolgál a cikkben szereplő információk forrásmegjelöléseként.